# Hopea novoguineensis
Hopea novoguineensis är en tvåhjärtbladig växtart som beskrevs av Van Slooten. Hopea novoguineensis ingår i släktet Hopea och familjen Dipterocarpaceae. Inga underarter finns listade i Catalogue of Life.